# MISSING BOY
『MISSING BOY』（ミッシング・ボーイ）は、日本のシンガーソングライターである尾崎豊の4作目のライブ・アルバム。
1997年11月15日にソニー・ミュージックレコーズからリリースされた。『約束の日 Vol.1』（1993年）および『約束の日 Vol.2』（1993年）以来およそ4年6か月ぶりとなるライブ・アルバムであり、プロデュースは須藤晃が担当している。
1985年8月25日の大阪球場公演から1991年8月27日の郡山市民文化センター公演に至るまでの様々な会場でのライブ音源を収録しており、ライブ・コンピレーション・アルバムといった位置づけの作品となっている。初回限定盤には特典として2曲入りの12センチCDが収録されている。また、通常盤は同年11月21日にリリースされた。
本作はオリコンアルバムチャートにおいて最高位第13位の登場週数6回で、売り上げ枚数は10.3万枚となった。日本レコード協会の集計では売り上げ枚数が20万枚を超えたためゴールド認定を受けている。また、本作の売り上げ枚数は尾崎のアルバム売上ランキングにおいて第15位となっている。

## 録音、構成
1985年8月25日の大阪球場での公演から1991年8月27日の郡山市民文化センターでの公演までの中で、リリース当時は未発表となっていた音源を中心に構成されている。本作は歌を聴かせるためのライブ・アルバムではなく、尾崎豊が存在した過程をライブ音源を通じて表現する意図で制作されている。本作では様々な年齢時のライブの音源が収録されており、尾崎が19歳の時の音源が6曲、21歳の時の音源が2曲、22歳の時の音源が2曲、25歳の時の音源が2曲で構成されている。
1985年に開催されたツアー「TROPIC OF GRADUATION TOUR」における8月25日の大阪球場公演の「Freeze Moon」および「Bow!」、「Scrambling Rock'n'Roll」が最も古い音源であり、「Freeze Moon」はメンバー紹介や聴衆へのメッセージを含めて演奏時間が30分超となっていたが、本作では5分程度に縮小して収録されている。また、同年に開催されたツアー「LAST TEENAGE APPEARANCE TOUR」における11月14日の代々木オリンピックプール公演からは「十七歳の地図」および「卒業」が、11月15日の同会場公演からは「Teenage Blue」が収録された。1987年に開催されたツアー「TREES LINING A STREET TOUR」における8月30日の有明コロシアム公演からは「I Love You」および「Forget-me-not」が収録、同ツアーでは尾崎はあまり動かずにステージ上で横になることや倦怠感を感じさせる足取りのステージアクションとなっており、後に尾崎急病によりツアー中断となった。1988年9月12日の東京ドーム公演「LIVE CORE」からは「街路樹」および「僕が僕であるために」が収録、同公演はツアー中断後に入退院を繰り返し、覚醒剤取締法での逮捕を経て1年ぶりに実現した公演であり、アンコールの最後の曲として演奏された「僕が僕であるために」はアコースティック・ギターのみの弾き語りで演奏が行われた。1991年に開催されたツアー「BIRTH TOUR」における5月20日の横浜アリーナ公演からは「Driving All Night」、8月27日の郡山市民文化センター公演からは「FIRE」が収録されている。

## 楽曲
DISC 1
1. 「Freeze Moon」
初音源化。本曲が収録されている3枚目のアルバム『壊れた扉から』（1985年）のリリース前の音源のため、一部歌詞およびサビ部分の演奏が異なっている。全編を収録すると30分超となるため後半がカットされている。ライブ・アルバム『OSAKA STADIUM on August 25th in 1985 Vol.2』（1998年）にフルサイズで収録。
2. 「十七歳の地図」 - Seventeen's Map
初音源化。ライブ・アルバム『LAST TEENAGE APPEARANCE』（1987年）に収録されている公演の前日、11月14日の音源である。この日の公演は単独リリースはなく、本作のみに収録。
3. 「Driving All Night」
初音源化。ライブ映像が1998年に一部カットされテレビ放送後、ライブ・ビデオ『復活 尾崎豊 YOKOHAMA ARENA 1991.5.20』（2014年）に完全収録された。
4. 「Bow!」
初音源化。ライブ・アルバム『OSAKA STADIUM on August 25th in 1985 Vol.1』（1998年）に収録。
5. 「Teenage Blue」
初音源化。ライブ・アルバム『LAST TEENAGE APPEARANCE』には収録されていなかったが、本作と同日リリースされたライブ・ビデオ『LAST TEENAGE APPEARANCE』（1997年）に収録。
6. 「I LOVE YOU」
初音源化。ライブ映像は1999年放送のBS2音楽番組『21歳の夏』で映像が公開された。ライブ・ビデオ『OZAKI FILM ALIVE AT ARIAKE COLOSSEUM IN 1987 THE TWENTY-FIRST SUMMER』（2006年）に収録。
7. 「FIRE」
初音源化。2001年8月19日にWOWOW音楽番組として放送された後、ライブ・ビデオ『尾崎豊 もうひとつのリアリティ “LIVE + DOCUMENTARY”』（2004年）に収録。
8. 「Scrambling Rock'n'Roll」
初音源化。ライブ・アルバム『OSAKA STADIUM on August 25th in 1985 Vol.2』に収録。
9. 「卒業」 - Graduation
初音源化。演奏前のMCは同年8月25日の大阪球場での「卒業」のもので、1986年フィルムコンサート「625 DAYS」にてすでに公開されていた。演奏部分は本作のみに収録。
10. 「Forget-me-not」
初公開音源。ライブ映像は1998年に一部テレビ放送され、ライブ・ビデオ『OZAKI FILM ALIVE AT ARIAKE COLOSSEUM IN 1987 THE TWENTY-FIRST SUMMER』にて完全収録。
11. 「街路樹」 - Street Trees
曲のラストが尾崎のアカペラ歌唱に編集されている。ライブ・ビデオ『LIVE CORE』（1989年）に収録されている。
12. 「僕が僕であるために」 - My Song
初公開音源。2005年にテレビ放送、ライブ・ビデオ『LIVE CORE 完全版〜YUTAKA OZAKI LIVE IN TOKYO DOME 1988・9・12』（2013年）に収録。

DISC 2（初回限定版のみ）
1. 「米軍キャンプ」 - Base Camp
初音源化。本作のみ収録。
2. 「シェリー」 - Shelly
初音源化。本作のみ収録。

## 収録曲
CDブックレットに記載されたクレジットを参照。
| #         | タイトル                          | 作詞・作曲 | 収録日、会場                             | 時間  |
| --------- | --------------------------------- | ---------- | ---------------------------------------- | ----- |
| 1.        | 「Freeze Moon」                   | 尾崎豊     | 1985年8月25日、大阪球場                  | 5:03  |
| 2.        | 「十七歳の地図」(Seventeen's Map) | 尾崎豊     | 1985年11月14日、代々木オリンピックプール | 4:32  |
| 3.        | 「Driving All Night」             | 尾崎豊     | 1991年5月20日、横浜アリーナ              | 5:34  |
| 4.        | 「Bow!」                          | 尾崎豊     | 1985年8月25日、大阪球場                  | 4:55  |
| 5.        | 「Teenage Blue」                  | 尾崎豊     | 1985年11月15日、代々木オリンピックプール | 4:41  |
| 6.        | 「I LOVE YOU」                    | 尾崎豊     | 1987年8月30日、有明コロシアム            | 4:55  |
| 7.        | 「FIRE」                          | 尾崎豊     | 1991年8月27日、郡山市民文化センター      | 6:49  |
| 8.        | 「Scrambling Rock'n'Roll」        | 尾崎豊     | 1985年8月25日、大阪球場                  | 8:04  |
| 9.        | 「卒業」(Graduation)              | 尾崎豊     | 1985年11月14日、代々木オリンピックプール | 10:14 |
| 10.       | 「Forget-me-not」                 | 尾崎豊     | 1987年8月30日、有明コロシアム            | 5:38  |
| 11.       | 「街路樹」(Street Trees)          | 尾崎豊     | 1988年9月12日、東京ドーム                | 5:40  |
| 12.       | 「僕が僕であるために」(My Song)   | 尾崎豊     | 1988年9月12日、東京ドーム                | 5:32  |
| 合計時間: | 合計時間:                         | 合計時間:  | 合計時間:                                | 71:37 |

| #         | タイトル                    | 作詞・作曲 | 収録日・会場                             | 時間  |
| --------- | --------------------------- | ---------- | ---------------------------------------- | ----- |
| 1.        | 「米軍キャンプ」(Base Camp) | 尾崎豊     | 1985年11月14日、代々木オリンピックプール | 9:37  |
| 2.        | 「シェリー」(Shely)         | 尾崎豊     | 1985年11月14日、代々木オリンピックプール | 8:33  |
| 合計時間: | 合計時間:                   | 合計時間:  | 合計時間:                                | 18:10 |

## スタッフ・クレジット

### 参加ミュージシャン
CDブックレットに記載されたクレジットを参照。
| Tropic Of Graduation Tour 1985年8月25日・大阪球場 - Yutaka Ozaki & Heart Of Klaxon - 尾崎豊 – ボーカル、ギター、ピアノ - 井上敦夫 – キーボード - 鴇田靖 – ギター - 江口正祥 – ギター - 田口正人 – ベース - 吉浦芳一 – ドラムス - 阿部剛 – サクソフォーン Last Teenage Appearance Tour 1985年11月14日、11月15日・代々木オリンピックプール第一体育館 - Yutaka Ozaki & Heart Of Klaxon - 尾崎豊 – ボーカル、ギター、ピアノ - 鴇田靖 – ギター - 江口正祥 – ギター - 樫原伸彦 – キーボード - 松原博 – シンセサイザー - 田口正人 – ベース - 吉浦芳一 – ドラムス - 阿部剛 – サクソフォーン Trees Lining A Street Tour 1987年8月29日、8月30日・有明コロシアム - Yutaka Ozaki & Heart Of Klaxon - 尾崎豊 – ボーカル、ギター、ピアノ - 江口正祥 – ギター - 甲斐完治 – ギター - 樫原伸彦 – キーボード - 勝又隆一 – キーボード - 入江“タロー”直之 – ベース - 西尾純之介 – パーカッション - 伊藤真視 – ドラムス - 阿部剛 – サクソフォーン | LIVE CORE 1988年9月12日・東京ドーム - Yutaka Ozaki & His Band - 尾崎豊 – ボーカル、ギター、ブルースハープ、ピアノ - 本多俊之 – サクソフォーン - 高水健司 – ベース - 村上秀一 – ドラムス - 土方隆行 – ギター - 野力奏一 – キーボード - 岩本章子 – コーラス - 山根栄子 – コーラス - 水嶋康宏 – コーラス Birth Tour 1991年5月20日、5月21日、5月22日・横浜アリーナ 1991年8月27日・ 郡山市民文化センター - Yutaka Ozaki & The Birth Tour Band - 尾崎豊 – ボーカル、ギター、ピアノ - 西本明 – キーボード - 長田進 – ギター - 鈴川真樹 – ギター - 渡辺茂 – エレクトリックベース - 滝本季延 – ドラムス - 里村美和 – パーカッション - 関誠一郎 – サクソフォーン、キーボード - 岩本章子 – コーラス - 山根栄子 – コーラス |

### 録音スタッフ
CDブックレットに記載されたクレジットを参照。
- 須藤晃 – プロデューサー
- 田中邦明 – ミキシング・エンジニア（使用スタジオ：ベイブリッジスタジオ、ソニー信濃町スタジオ）
- スコット・ハル – マスタリング・エンジニア（使用スタジオ：マスターディスク（英語版） - ニューヨーク）
- 藤原成文 – アシスタント・エンジニア
- 甲斐俊郎 – アシスタント・エンジニア
- 阿部勇介 – アシスタント・エンジニア
- 中沢慎太郎 – A&R
- 佐々木健彦 – レコーディング・コーディネーター
- 小杉篤 (Beat On Beat.,Inc.) – マスタリング・コーディネーター

### 制作スタッフ
- 大塩泰之 – プロモーション・スタッフ
- 田島照久 (Thesedays) – デザイン、アート・ディレクション、写真撮影
- マザーエンタープライズ – スペシャル・サンクス
- アイソトープ – スペシャル・サンクス

## チャート、認定
| チャート         | 最高順位 | 登場週数 | 売上数 | 出典  |
| ---------------- | -------- | -------- | ------ | ----- |
| 日本（オリコン） | 13位     | 6回      | 10.3枚 | [ 2 ] |

| 国/地域 | 認定組織         | 日付       | 認定     | 売上数   | 出典  |
| ------- | ---------------- | ---------- | -------- | -------- | ----- |
| 日本    | 日本レコード協会 | 1997年11月 | ゴールド | 200,000+ | [ 3 ] |

## リリース日一覧
| No. | リリース日     | レーベル                       | 規格         | カタログ番号 | 備考                                      | 出典          |
| --- | -------------- | ------------------------------ | ------------ | ------------ | ----------------------------------------- | ------------- |
| 1   | 1997年11月15日 | ソニー・ミュージックレコーズ   | 2枚組CD      | SRCL-4138～9 | 初回限定BOX仕様、ボーナスCD（DISC 2）付き | [ 19 ] [ 20 ] |
| 2   | 1997年11月21日 | ソニー・ミュージックレコーズ   | CD           | SRCL-4140    | 通常盤                                    | [ 21 ] [ 22 ] |
| 3   | 2016年4月20日  | ソニー・ミュージックレーベルズ | AAC-LC       | -            | デジタル・ダウンロード                    | [ 23 ]        |
| 4   | 2016年4月20日  | ソニー・ミュージックレーベルズ | ロスレスFLAC | -            | デジタル・ダウンロード                    | [ 24 ]        |
| 5   | 2016年4月20日  | ソニー・ミュージックレーベルズ | ハイレゾFLAC | -            | デジタル・ダウンロード                    | [ 25 ]        |